# Тибо Мин
Тибо Мин или Тибо (бирм. သီပော္‌မင္‌း; 1 января, 1859, Мандалай, Бирманское царство — 19 декабря, 1916, Ратнагири, Британская Индия) — последний бирманский король династии Конбаун. При нём столица Мандалай была занята английскими войсками в 1885 году, и последнее оставшееся от Бирмы государство было аннексировано Британской империей в 1886 году.

## Биография
Тибо родился в Мандалае, прошёл обучение в буддийском монастыре. Его отец, король Миндон сделал его принцем северного штата Тибо, в 1878 году он стал королём с помощью вдовы своего отца, которая смогла коварно убить всех претендентов на трон. Он женился на двух своих сводных сёстрах, младшая из которых Супаялат серьёзно вмешивалась в государственные дела. По её настоянию, взойдя на трон, во избежание династийной борьбы и интриг он истребил всю свою родню, которая потенциально могла претендовать на власть. Для этого он приказал казнить 80 своих ближайших родственников, принцев и принцесс, поместив их в бархатные мешки и задушив или затоптав слонами.
Он не скрывал своих намерений вернуть те территории, которые отняла Британия в результате нескольких англо-бирманских войн. Для этого он стремился сблизиться с Францией.
Конфликт с Англией разразился ещё при его отце, когда английский представитель вошёл во дворец не сняв ботинок. Когда Тибо занял трон, отношения с Англией ещё более ухудшились; её посол был осмеян, и в сентябре 1879 году итальянский консул принял под своё покровительство английских подданных. В столице остался французский епископ для Бирмы — Бурбон. Положение сделалось очень натянутым, Бирма стянула к английской границе войска; английские власти усилили пограничные гарнизоны, но до столкновения не дошло.
Впоследствии Бирма напрасно искала сближения с Британской Индией. Только в 1882 году Англия согласилась принять посольство в Индии. По месяцам тянулись переговоры о заключении дружественного и торгового договора, но в конце концов они прервались, так как король упорно настаивал, чтобы торговля самыми выгодными продуктами была признана королевской монополией, и не соглашался на запрещение ввоза в Бирму оружия.
После прекращения переговоров Бирма попала в совершенно изолированное положение, король очутился во власти своих придворных, в руках которых государственное хозяйство эксплуатировалось в пользу частных интересов нескольких семейств. Казни с целью вымогательства стали обычным явлением и совершались другие злоупотребления.
В соответствии с традиционными анимистическими представлениями бирманцев, при основании Мандалая под воротами и угловыми башнями стены дворцового комплекса, а также непосредственно под троном были замурованы 52 человека в качестве жертв духам-натам (как правило, в качестве «строительных жертв» использовались преступники, приговорённые к смертной казни). В основании угловых башен были помещены также четыре кувшина с маслом, которые раз в 7 лет должны были проверяться астрологами. На третью проверку, в 1880 году, выяснилось, что масло в двух кувшинах высохло. Кроме того, появилось немало других недобрых предзнаменований. Астрологи порекомендовали королю Тибо перенести столицу. Король категорически отказался. Тогда было принято решение умилостивить натов принесением большого количества ритуальных жертв, общим числом 600 человек — 100 мужчин, 100 женщин, 100 мальчиков, 100 девочек, 100 солдат и 100 иностранцев. Королевский указ был объявлен публично, начались аресты, и в Мандалае наступила всеобщая паника. Жители бежали из города, а иностранные государства, и в первую очередь Великобритания, под предлогом защиты своих подданных стали недвусмысленно угрожать интервенцией. В ответ на английский ультиматум аресты прекратились, но 100 арестованных все же были тайно замурованы заживо.
Пытаясь избежать окончательной колонизации своей страны Великобританией (к тому времени уже успевшей развязать две англо-бирманские войны, в ходе которых она аннексировала всю Нижнюю Бирму), король Тибо подписал договор с Францией о строительстве железной дороги из Лаоса в Мандалай и организации совместного военного флота на Иравади. Однако все дипломатические усилия Тибо, включая отправку нескольких посольств в Европу и запоздалую попытку сыграть на политических противоречиях между Лондоном и Парижем (сохранив, подобно близлежащему Сиаму (ныне Таиланд), хотя бы формальный суверенитет), оказались безуспешными.
На севере страны началось восстание шанов. Против восставших был отправлен отряд в 5000 солдат, но восстание разрасталось, и Китай, имевший в Бамо дипломатического агента, занял в 1884 году Бамо.
Жалобы британских купцов и особенно Бирмано-Бомбейской торговой компании все росли, притеснения от бирманских властей со вступлением на престол Тибо не прекращались; наконец в 1885 году индобританское правительство запретило под страхом войны приведение в исполнение некоторых распоряжений короля. Но это требование, как ожидали, было отклонено бирманским правительством, вследствие чего индийское правительство немедленно открыло уже издавна подготавливавшуюся кампанию.
Под командой генерал-лейтенанта Прендергаста собралось у Рангуна 11 000 чел., составивших разделенный на три бригады корпус. Войска должны были под прикрытием командуемой сэром Фридериком Ричардом флотилии отправиться на речных ботах вверх по Иравади до окрестностей столицы Мандалая, что и удалось без особых затруднений.
16 ноября произошло незначительное сражение для устранения речной запруды; 17-го, после непродолжительной схватки, флотилия овладела укреплениями у Минлы, экспедиционный корпус двинулся вперед по Иравади и занял без сопротивления Мингиаре. Тогда король Тибо, убедившись в бесполезности продолжения борьбы, сдался 1 декабря и был отправлен через Рангун в Индию.
Столица Мандалай была занята британскими войсками, и генерал Прендергаст вступил 4 декабря в управление королевством, которое манифестом вице-короля Индии было объявлено (1 января 1886 года) составной частью Британской империи.
Резиденция генерал-губернатора Бирмы была перенесена в Рангун. Король Тибо и королева Супаялат были отправлены в ссылку вглубь Индии, где и прожили до конца жизни.